# 福音教会 (玛丽亚温泉市)
玛丽亚温泉市福音教会（Evangelický kostel v Mariánských Lázních）是一处捷克共和国文化遗产，位于玛丽亚温泉市的和平广场（Mírovém náměstí）。它建于1853-57年间，部分费用由普鲁士国王腓特烈·威廉四世承担，其余由德国新教徒承担。 该教堂于1857年6月27日献堂。 1945年后，该教堂由捷克兄弟福音教会接管，与捷克斯洛伐克胡斯教会交替举行礼拜。
建筑地块是在1852年购买，但一年后才开始施工，原因是普拉納和布拉格的官员拒绝为非天主教教堂颁发建筑许可证。由于腓特烈·威廉四世的支持，才在维也纳获得许可修建。建筑师戈特利布·克里斯蒂安·坎蒂安来自柏林 。